# پیروزی پولادین
«پیروزی پولادین» آلبومی از منووار است که در سال ۱۹۹۲ میلادی منتشر شد.